# 瀬高町

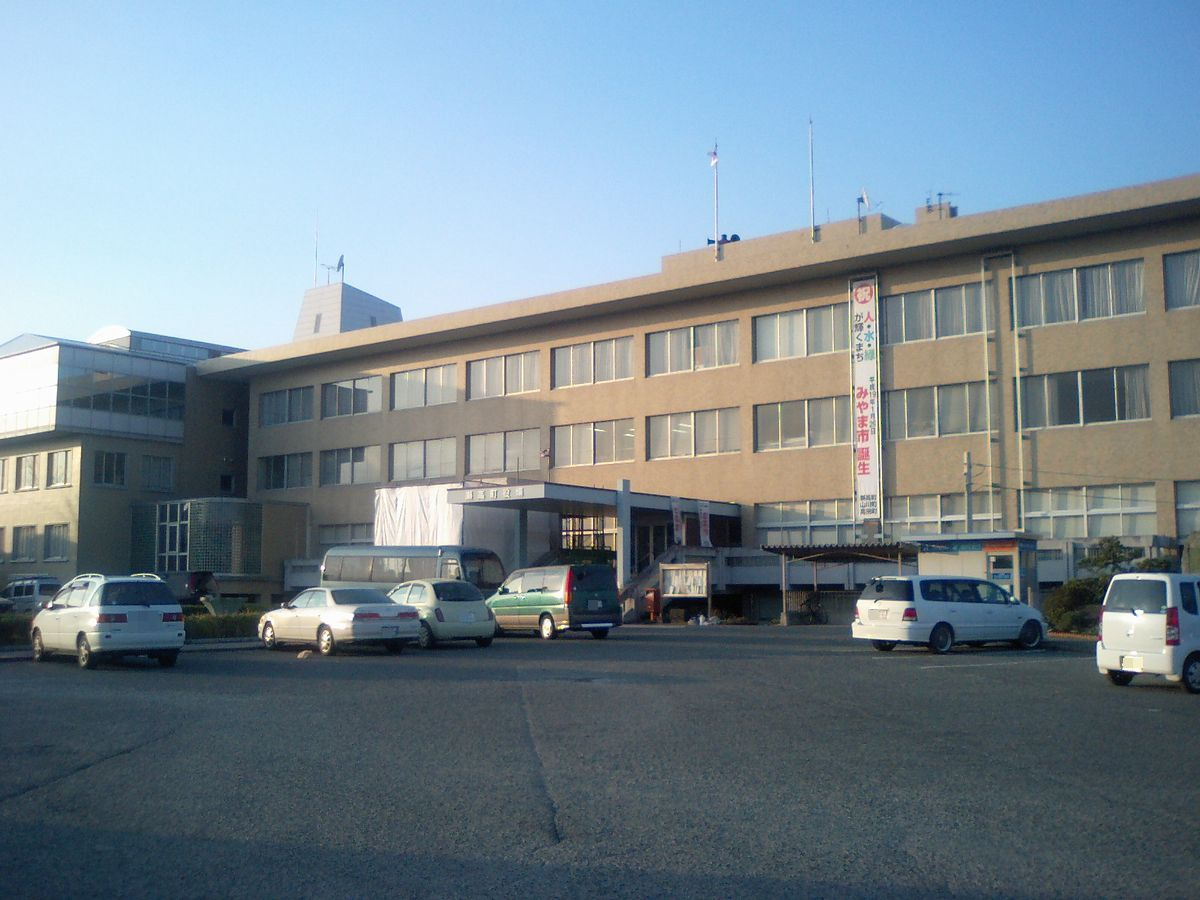
旧瀬高町役場（現・みやま市役所本庁舎）

瀬高町（せたかまち）は、かつて福岡県の南部、山門郡にあった町。福岡市より南に約50 km、博多駅からは鹿児島本線特急にて40分ほどの距離である。2007年1月29日に同郡の山川町および三池郡高田町との合併により消滅し、みやま市となった。なお、旧町役場が、そのままみやま市の市役所本庁となっている。
3町は当初、2005年3月22日を合併期日とし、新市名を「みやま市」（合併後の人口は約4万5000人）として、2004年6月27日に合併協定書に調印したが、高田町議会が合併関連議案を2度にわたって否決し、合併協議会は同年9月30日に一旦解散した。しかしその後、住民のリコールを受けて行われた高田町議会議員選挙で合併推進派が反対派を上回ったことから、2005年10月1日に再び合併協議会が設置された。そして2006年3月11日に合併協定書に調印し、各町議会と福岡県議会の議決を経て、同年7月13日に総務大臣が官報に告示した。

## 地理
福岡市の南約55 km、福岡県の南部に位置する。筑後市、柳川市との境を矢部川が流れ、町域の多くは筑紫平野に含まれる平地であるが、町の東部を南北に貫く九州自動車道の東側の地域は山地となっている。

## 歴史

### 近代以前
町東部の女山（昔は女王山と呼んだ）周辺に数多くの遺跡や古墳群がある。
- 旧石器時代
  - 東山連山で狩猟の生活（清水小谷遺跡）
- 縄文時代
  - 東山連山麓で竪穴建物の生活（坂田中園遺跡ほか）
- 弥生時代
  - 渡来人が鉄の精錬技術や稲作を持ち込み、矢部川流域に環濠集落が形成される（朝日遺跡）
  - 女山に神籠石の土木作業を行い山城を建てる。
  - 邪馬台国が九州にあったとする説においては、邪馬台国の領域であったとされている。

### 中世
中世は蒲池氏の領地で、山下城に拠る蒲池氏分家の蒲池親広（上蒲池）の所領。
現在も瀬高に伝わる幸若舞は、柳川城主の蒲池鎮漣や、従兄弟の山下城主の蒲池鎮運が、幸若舞の舞手を京都から呼び、家臣に習わせたため残ったとされる。

### 近世
江戸時代は柳河藩領であり、年貢を貯蔵する蔵が置かれた。また、瀬高御茶屋も建設された。

### 近現代
- 1889年（明治22年）4月1日 - 町村制施行により、現在の町域にあたる以下の町村が発足。
  - 山門郡上瀬高町・下瀬高町・本郷村・小川村・川沿村・緑村・清水村・水上村
- 1901年（明治34年）1月1日 - 上瀬高町と下瀬高町が対等合併し、瀬高町が発足。
- 1907年（明治40年）1月1日
  - 瀬高町・本郷村・小川村・川沿村・緑村（一部）が対等合併し、新町制による瀬高町が発足。
  - 清水村・水上村が対等合併し、東山村が発足。
- 1956年（昭和31年）9月30日 - 東山村を瀬高町に編入。
- 2007年（平成19年）1月29日 - 山川町・三池郡高田町と合併し、みやま市として市制施行

## 行政

### 公共・公営施設
国と県の公共施設
- 国土交通省九州地方整備局福岡国道事務所瀬高維持出張所
- 国土交通省九州地方整備局筑後川河川事務所矢部川出張所
  - 九州地方整備局
- 農林水産省九州農政局福岡農政事務所瀬高統計・情報センター（NTT瀬高ビル内）
  - 九州農政局
- 福岡県南筑後地域農業改良普及センター
  - 南筑後地域農業改良普及センター - ウェイバックマシン（2001年4月4日アーカイブ分）
- 福岡県警警察 みやま庁舎（旧瀬高警察署）
  - 柳川警察署瀬高警部交番
  - 自動車警ら隊筑後地区隊
  - 交通機動隊筑後地区隊

町の公共施設
- 瀬高町役場（現・みやま市役所本庁）
- 瀬高町中央公民館
- 瀬高町立図書館・歴史資料館
- 下庄校区公民館（下庄小学校内）
- 上庄公民館
- まつばら館
- 舞ハウス
- 農村環境改善センター

- 清水公民館
- くすのき館
- 清水山荘
- 瀬高ドットコム
- 長田鉱泉場
- 瀬高中央公園夢広場
- 町立テニスコート

### その他公共施設
駅、バス、高速道路
- #交通を参照

金融機関
- 福岡銀行瀬高支店
- 西日本シティ銀行瀬高支店
- 筑邦銀行瀬高支店
- 大牟田柳川信用金庫瀬高支店
- 福岡県南部信用組合瀬高支店

郵便局
- 瀬高郵便局（集配局）
- 瀬高上庄郵便局
- 南瀬高郵便局
- 東町簡易郵便局
- 東山簡易郵便局

JAみなみ筑後
- 本所（町役場隣）
- 南瀬高支所
- 大江支所
- 本郷支所
- 東山支所

その他
- 山門三池郡自治会館
- 瀬高町商工会
- B&G財団瀬高海洋センター

### 公営企業
- 上水道
- 公共下水道

### 一部事業組合
- 瀬高町外二ヶ町衛生組合
- 瀬高町外二ヶ町消防組合
- 瀬高広域葬祭施設組合
- 東山老人ホーム組合
- 柳川市瀬高町土木組合

## 産業

### 名産特産
ナス、セルリ、漬物、清酒、きじ車、いちご、マーガリン、植木鉢、蒲池焼

### 主要農産物
ナス、米、セルリ、小麦、みかん（昇順）
- JAみなみ筑後
- JAみなみ筑後瀬高なす部会

### 伝統工芸
きじ車（玩具）、八女手漉和紙、八女矢（いずれも県知事指定）

### 瀬高町に本社を置く企業
- タカ食品工業
- オニマル
- 旭食品工業

## 姉妹都市

### 国内
幸若舞発祥の地である福井県朝日町（現越前町）と継承の地である瀬高町は姉妹都市提携を結んでおり、小学生同士の交流などが行われている。

## 地域

### 教育

#### 小学校
- 瀬高町立上庄小学校
- 瀬高町立下庄小学校
- 瀬高町立本郷小学校
- 瀬高町立南小学校
- 瀬高町立大江小学校
- 瀬高町立清水小学校
- 瀬高町立水上小学校

#### 中学校
- 瀬高町立瀬高中学校
- 瀬高町立東山中学校

#### 高等学校
- 山門高等学校

## 交通
- 最寄り空港は佐賀空港。アクセスが悪いため利用者は少なかったが、近年は増加傾向である。

### 鉄道

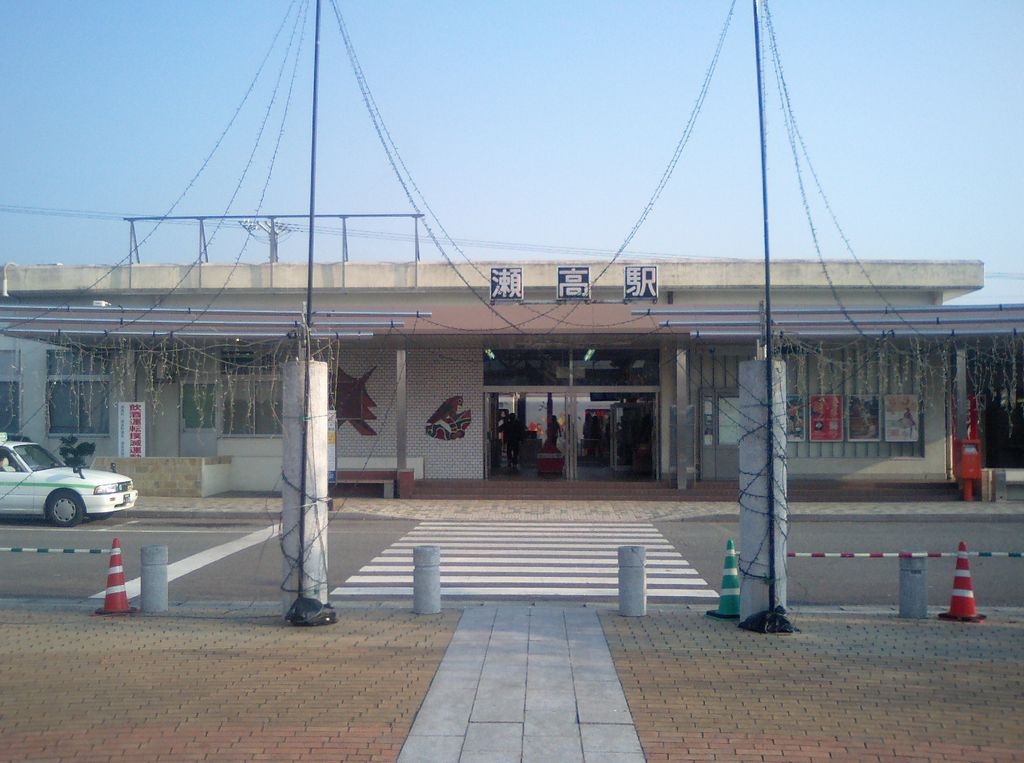
鉄道における瀬高の玄関口、瀬高駅

- 九州旅客鉄道（JR九州）
  - 鹿児島本線
    - 瀬高駅 - 南瀬高駅

### バス
- 堀川バス（瀬高駅前 - 西鉄柳川駅 - 両開）
- 九州自動車道瀬高バスストップ
  - 福岡空港 - 瀬高 - 熊本市
- 以前は九州産交バスが熊本県山鹿市方面へ運行していたが廃止されている。

### 道路

#### 高速道路
- 九州自動車道
  - 瀬高BS
  - みやま柳川IC

#### 一般国道
- 国道209号
- 国道443号
  - 国道443号線に三橋瀬高バイパスが建設中（一部部分開通）。このバイパスを延長して、東側では九州自動車道みやま柳川ICと、西側では有明海沿岸道路と接続する予定。

#### 主要地方道
- 福岡県道89号瀬高久留米線
- 福岡県道96号八女瀬高線

## 名所・旧跡・観光スポット・祭事・催事

### 観光
- 清水寺、本坊庭園
- 長田鉱泉場
- 新船小屋温泉
- 中の島公園
- 女山史跡森林公園
- 筑後広域公園（一部建設中）

### 文化財
- 重要無形民俗文化財
  - 幸若舞

- 天然記念物（国指定）
  - カササギ生息地（町域）
  - 新船小屋のクスノキ林（中の島公園）
  - 船小屋のゲンジボタル発生地

- 史跡（国指定）
  - 女山（ぞやま）神籠石

- 名勝（国指定）
  - 清水寺本坊庭園

- 参考：瀬高町立図書館・歴史資料館内（町内の国県町各指定文化財一覧）

### 主な行事
- 幸若舞（重要無形民俗文化財）
- 瀬高町納涼花火大会
- どんきゃんきゃん（本郷地区）
- 大人形
- 大提灯
- 卑弥呼祭り
- 産業・文化・福祉フェスタ

## 著名な出身者
- 末次留蔵（剣道家、居合道家）
- 與田準一（童話作家）
- 原田観峰（書家）
- 鬼丸勝之（参議院議員）
- 古賀誠（衆議院議員）
- 松嶋盛人（みやま市長）

## その他
- 市外局番：0944（単位料金区域名：瀬高MA）
長田の一部0942（単位料金区域名：久留米MA）